# Stanley Bruce
Stanley Melbourne Bruce, 1. vikomt Bruce z Melbourne (15. dubna 1883, St Kilda – 25. srpna 1967, Londýn) byl australský politik a podnikatel. V letech 1923 až 1929 byl osmým premiérem Austrálie. Je druhým nejmladším premiérem v historii Austrálie. Byl představitelem Nacionalistické strany (1923–1929 jejím předsedou), od roku 1931 pak její nástupkyně, strany United Australia. V letech 1921 až 1923 byl státní ministr (Treasurer of Australia), 1923–1929 ministr zahraničí, 1927–1928 ministr zdravotnictví a roku 1928 též ministr obchodu. V období 1942–1945 byl australským velvyslancem v Nizozemsku. V letech 1932–1945 byl australským zástupcem ve vysokém komisariátu Commonwealthu. V letech 1918–1929 a 1931–1933 byl poslancem Australského parlamentu. Od roku 1947 až do své smrti v roce 1967 byl členem britské Sněmovny lordů.

## Život
Narodil do bohaté rodiny, jež žila v Melbourne. Jeho otec byl Skot narozený v Irsku. Stanley vystudoval práva na univerzitě v Cambridgi. Pracoval poté jako právník v Británii, ale po sebevraždě svého otce převzal roku 1908 otěže rodinné firmy na výrobu textilního zboží. Bojoval v první světové válce, v první linii se zúčastnil neslavného tažení v Gallipoli. V roce 1917 se vrátil z války zraněný. Stal se oblíbencem premiéra Billyho Hughese. V roce 1918 byl prvně zvolen do parlamentu, roku 1921 vstoupil do vlády a již v roce 1923 nahradil Hughese ve funkci premiéra. Usiloval o vytvoření silné nelevicové aliance, za čímž účelem se spojil s agrární Country Party, čímž předpřipravil spojení obou stran. Byl tak průkopníkem moderního pravicového bloku (australský politický systém pracuje s předvolebními bloky, v Evropě je znám tento systém z Dánska).
V úřadu Bruce reformoval federální vládní správu a dohlížel na její přesun do nového hlavního města Canberry. Posílil roli Commonwealthu a vytvořil užší vazby na Británii. Pomohl vytvořit předchůdce australské federální policie. Bruceův plán Lidé, peníze a trhy usiloval o rychlé zvýšení australské populace, a tím i ekonomického potenciálu. Jeho reformy ale přivedly vládu do častých konfliktů s dělnickým hnutím. Jeho radikální návrh na zrušení Smírčího a arbitrážního soudu v roce 1929 vedl k jeho svržení za pomoci poslanců vlastní strany. Při drtivé prohře ve volbách v roce 1929 neobhájil ani parlamentní křeslo, čímž se stal jediným úřadujícím premiérem, kterému se to přihodilo - až do porážky Johna Howarda ve volbách v roce 2007.
Ačkoli se v roce 1931 do parlamentu vrátil, v australské politice již velkou roli nesehrál. Místo toho se věnoval mezinárodněpolitické kariéře a v roce 1933 přijal jmenování vysokým komisařem Commonwealthu. Jako australský zástupce v britském válečném kabinetu v letech 1942 až 1945 oponoval britskému premiérovi Winstonu Churchillovi v otázce poválečného zacházení s Německem -prosazoval mírný přístup. Stal se vlivnou postavou v britských vládních kruzích. Pracoval i ve Společnosti národů, kde otevíral otázky spojené s rozvojovým světem. Obzvláště zapálený byl v otázce potírání hladu. Byl proto jednou z klíčových postav při založení Organizace pro výživu a zemědělství (1947), kde působil jako první předseda její správní rady. Stal se prvním Australanem, který zasedal v britské Sněmovně lordů, a také prvním kancléřem Australské národní univerzity (1951–1961). Ačkoli jeho britská a diplomatická kariéra zůstala v Austrálii téměř bez povšimnutí, pokračoval v Londýně v hlasité obhajobě australských zájmů (zejména během druhé světové války). Zemřel v Británii, ale požádal, aby jeho ostatky byly převezeny do Austrálie a rozptýleny po Canbeře. Zemřel bezdětný, takže jeho vikomství a místo ve sněmovně lordů na nikoho nepřešlo.